# Batalla de Hohenmölsen
La batalla de Hohenmölsen (alemany: Schlacht bei Hohenmölsen), dita igualment batalla de l'Elster (Schlacht an der Elster) o batalla de l'Elster Blanc (Schlacht an der Weißen Elster), fou un fet d'armes esdevingut el 15 d'octubre del 1080 entre les forces del rei Enric IV d'Alemanya i les tropes de l'antirei Rodolf de Suàbia, en el marc de la gran revolta saxona. Tot i que assumí una posició defensiva i els rebels estaven cansats després de travessar Saxònia a marxes forçades, Enric es trobava en inferioritat numèrica i fou derrotat en el camp de batalla. Tanmateix, el seu contrincant, ferit greument per un cavaller d'Enric que li clavà l'espasa al ventre i li tallà la mà dreta, perdé la vida l'endemà mateix. La mort del seu cap i l'hàbil propaganda d'Enric, que proclamà que Déu havia castigat Rodolf per la seva traïció fent-li perdre la Schwurhand (‘mà del jurament’, amb la qual Rodolf hauria jurat fidelitat a Enric temps abans), assestaren un cop duríssim a la revolta.